# 12 Stories
12 Stories è il primo album in studio della cantante statunitense Brandy Clark, pubblicato nel 2013.

## Tracce
1. Pray to Jesus – 3:22
2. Crazy Women – 3:37
3. What'll Keep Me Out Of Heaven – 3:34
4. Get High – 3:31
5. Hold My Hand – 3:36
6. Stripes – 3:16
7. In Some Corner – 3:38
8. Take a Little Pill – 3:29
9. Hungover – 3:56
10. Illegitimate Children – 3:21
11. The Day She Got Divorced – 3:23
12. Just Like Him – 3:31